# Erste Liga
Erste Liga (tidigare MOL Liga) är en internationell ishockeyliga med klubbar från Rumänien och Ungern, tidigare även Slovakien. Ligan grundades inför säsongen 2008/2009 och bestod då av tio lag, varav sex från Ungern och fyra från Rumänien. Det första slovakiska laget i ligan började delta i säsongen 2012/2013 och då bestod ligan av sju lag, fyra från Ungern, två från Rumänien och ett från Slovakien. Ligan sponsrades fram till säsongen 2016/2017 av MOL-gruppen.
Matcherna mellan ungerska lag ingår även i den ungerska nationella serien OB I bajnokság, medan de rumänska lagen samtidigt även tävlar i Liga Națională.

## Mästare
| Säsong    | Mästare                             |
| --------- | ----------------------------------- |
| 2008/2009 | HC Csíkszereda                      |
| 2009/2010 | Budapest Stars                      |
| 2010/2011 | HSC Csíkszereda                     |
| 2011/2012 | DAB-Docler                          |
| 2012/2013 | DAB-Docler                          |
| 2013/2014 | HC Mikron Nové Zámky                |
| 2014/2015 | Miskolci Jegesmedvék                |
| 2015/2016 | DVTK Jegesmedvék                    |
| 2016/2017 | DVTK Jegesmedvék                    |
| 2017/2018 | MAC Budapest                        |
| 2018/2019 | Ferencvárosi TC                     |
| 2019/2020 | Ferencvárosi TC och HSC Csíkszereda |
| 2020/2021 | HSC Csíkszereda                     |
| 2021/2022 | HSC Csíkszereda                     |
| 2022/2023 | Gyergyói HK                         |
| 2023/2024 | Corona Brașov                       |
| 2024/2025 | Gyergyói HK                         |